# ブラックアリス
『ブラックアリス』は、なかむらさとみによる日本の漫画作品。

## 概要
人間の果てしない欲望、心の闇を描く、一話完結型式のダーク・ファンタジー系ホラー漫画。
主に『ちゃおデラックス』（小学館）と『ちゃおデラックスホラー』（同）にて連載されており、後述の『ちゃお』本誌も含めて3誌を並行して連載が継続している。2016年の『ちゃおデラックス』9月号から読み切りの形式で連載が開始された。2017年の『ちゃお』9月号にて特別読み切り「よみがえりスイッチ」の掲載後、2018年の『ちゃお』7月号からの連載を皮切りにおよそ半年ごとの短期集中連載が開始。その後の2021年からは『ちゃおデラックス』にて掲載され、同年の『ちゃお』8月号から10月号まで再び連載された。
2018年12月30日から、YouTubeのちゃお公式チャンネルにて第1話のボイスコミックが前後編で配信。その後の2021年の7月2日からSORAJIMA Studio制作による漫画動画形式のWebアニメの配信が開始。
当初はアリスからアイテムを与えられたメインゲストキャラクターがアイテムの効力に味を占めて暴走したり悪用した結果、因果応報で破滅するバッドエンドがほとんどだったが、後にハッピーエンドやメリーバッドエンドといえるような結末も描かれるようになった。また、メインゲストキャラクター以外の身近な人物やその他不特定多数の人物も同じアイテムを与えられていたことが終盤や結末で明らかになるエピソードもあり、その人物もまた、いずれはアイテムが原因で破滅する可能性が示唆されている。
主人公であるアリスのキャラクター造形は、その名の通り、ルイス・キャロル作の児童文学『不思議の国のアリス』の主人公・アリスを（服装をはじめとした外見や小道具なども含めて）意識している。その理由として、作者のなかむらが担当編集者との打ち合わせの際、「最近『アリス・イン・ワンダーランド』を観た」と語ったところ、「それ使えるかも」と返されたことから、本作の主人公・アリスが誕生した。

## あらすじ
尽きせぬ様々な悩みや願いを持つ欲深い人間界の人々に対し、「あなたの望みを全部叶えてあげる」と自らの手で創りあげた不思議なアイテムを与えて回る不思議の国の住人・アリス。彼女のアイテムは、その願い通りの効力を有するが、それに味を占めて増長したり、悪用した者には悲惨な末路が待っている。アイテムに翻弄され、破滅する愚かな人間たちを、今日もアリスとウサギは心底嬉しそうに、容赦なく嘲るのであった。

## 登場人物
声はボイスコミック版のキャスト。
アリス
声：田村奈央
本作の主人公。悩みやコンプレックスを持つ人間に、不思議な力を持つアイテムを与えて回っている不思議の国の住人。緩いウェーブのかかったグレーのロングヘアに、青と白のワンピースを着ている。アイカラーは赤。
作者のなかむら曰く、性格は「無邪気に邪悪」で、純粋さ故の残酷性も併せ持つ。アリスからアイテムを与えられたことでその力に魅せられて増長・暴走したり、アイテムを悪用した結果、破滅した者に対しては容赦なく罵倒したり嘲ることが多く、時に第三者にもアイテムを与えることでさらなる破滅を招くこともあるが、あくまでもアリスが見たいものは「愚かな者が苦しむ姿」のため、アイテムの使用の際のルールを（結果的に）反故にしてしまったものの、賢明な判断と認めてペナルティを無効にしたり、代償として自分の大事な思い出が失われることも辞さずに、それをアイテムの使用の際の対価として差し出した者に対して「強い絆は切れてもまた結びつく」と陰ながら温かい言葉をかけるなど、柔軟性や優しさも持ち合わせている。
不思議の国の住人となる前は、子役として活躍していたありさという名の人間の少女であった。しかし、出世していくにつれて両親は欲深くなり、同業者である幼馴染の菜音と晴斗からのルサンチマンと周囲の大人の悪意により、だんだんと人間関係が狂っていく。そして、幼馴染たちからの裏切りを受け、彼らが炎上商法を狙って捏造したありさと晴斗の恋愛スキャンダルを短文投稿SNSに晒されたことにより、役者生命も危うくなるほどに追い込まれる。このことにより、自分の両親と幼馴染たちが豹変してしまったのは自分のせいであると悟ると同時に、汚いこの世に見切りを付け、ハートの女王から与えられた消滅チケットを自身に使用し、この世から姿を消す。その際、ハートの女王に気に入られて彼女のしもべにされるが、良心からそれを拒否する。しかし、女王に自分の“優しさ”の心を奪い取られて強制的に従わされ、“アリス”という名を与えられる。それからは、不思議の国の住人として、新たな人生を送ることになる。
ウサギ
声：久遠エリサ
アリスの相棒のチョッキを着た二足歩行の白いウサギ。ウサギではあるが、ニンジンは嫌いで、牙や八重歯を思わせる尖った歯を持つ。
元々は人間界で心無い飼い主に捨てられたごく普通のウサギで、既に不思議の国の住人となっていたアリスに見つけられ、飼われるはずだったが、そこに同時に現れた少女・宇佐美リナから、捨てられたという境遇を憐れみ、アリスに「もらってもいいかな？」と声をかけたことから彼女に飼われることとなった。しかし、リナが中学生に成長したころには貧困から、リナの母からはもちろん、拾った本人であるリナからも厄介者扱いされるようになってしまった。その後、自身の境遇に不満を感じていたリナがアリスにもらった平等の鐘で「全ての者が全てにおいて平等な社会」を創り出した後、「平等な社会」のルールのひとつである「中学生が家で飼う動物は犬か猫のみ」という理由から、ウサギを飼っているリナが迫害され、殺されそうになった際、リナが保身のために校舎から投げ落としたところを再びアリスに助けられた。その後、アリスから「結局は一人にしてしまった」と謝罪された後、アリスに連れられて不思議の国の住人となり、現在に至っている。アイテムの悪用で破滅した者に対し、アリスに同調して罵倒する以外は基本的に感情を表に出さず、淡々としているが、アリスのアイテムが予想外の損害をもたらした際にはその惨状を目の当たりにして顔面蒼白になったり、かつての自身の境遇から、動物をぞんざいに扱う人間に対して怒りを露にするなど、感情的な面も見せることがある。
作者のなかむら曰く、「正式な名前は決まっていないが、自分は『豆大福』と呼んでいる」とのこと。
ハートの女王（ハートのじょおう）
「消滅チケット」にて登場。悩みを抱える人間にアイテムを与えて回っている、不思議の国の女王。両親と幼馴染との人間関係に悩むありさに消滅チケットを与えた。
その後、両親をはじめとする周囲の大人たちとの関係が悪化したうえ、幼馴染にも裏切られたことで絶望し、この世の醜さに嫌気が差したありさが自身に対して消滅チケットを使用し、この世から消えた際、彼女の想定外の選択に驚くも、ありさのことを気に入り、愚かな人間に対して不思議なアイテムを与え、復讐をするために自身のしもべにする。しかし、心の優しいありさはこれを断ったため、彼女の持っていた"優しさ"の心を奪い取って強制的に従わせ、新たな名前「アリス」を与えた。

## エピソードリスト
| 巻数 | 収録エピソード                                                                                               |
| ---- | --- |
| 1    | 「美髪さんのリボン」、「身代わり人形」、「ビューティーペンシル」、「理想ドール」                             |
| 2    | 「よいこポイント」、「真実の香り」、「交換イヤリング」、「よみがえりスイッチ」                               |
| 3    | 「あやつりバサミ」、「チャンスのリップ」、「消滅チケット」、「夢幻アプリ」、「命の天秤」                     |
| 4    | 「早送りリング」、「聞き耳飾り」、「時をかける時計」、「不思議の国のスマートフォン」、「平等の鐘」           |
| 5    | 「ビューティーキャンディ」、「ライフフィルム」、「無限BOX」、「スーパー委員長バッジ」、「自分みがき人形」    |
| 6    | 「あやつりネイル」、「子どもクレジットカード」、「おいしいスパイス」、「真実のマスク」、「ヒロインのしおり」 |
| 7    | 「封印のメモ」、「お友だちアンドロイドゲーム」、「注目スマホ」、「もしもミラー」、「とりかえ仮面」           |
| 8    | 「見返りチャーム」、「女王様のヘアピン」、「自由への手帳」、「はじまりの時」、「幻惑の首輪」                 |
| 9    | 「理想のペン」、「ミニチュアフレグランス」、「ヘルプナビ」、「妖怪キャンディー」、「チェンジクリスタル」     |
| 10   | 「勇気のカケラ」、「ともだちコントローラー」、「やすらぎのタネ」、「名前シール」、「透明キャンディー」       |
| 11   | 「まき戻しカメラ」、「ともだちの糸」、「エンジョイカチューシャ」、「お見通しメガネ」、「年齢のベル」         |

## アリスのアイテム
主に各エピソードのメインゲストキャラクターがアリスに与えられたアイテム。その殆どはアリスが自ら創り出したもので、量産もされている。与えられた者のコンプレックスや悩みを解消したり、願いをかなえる力を持つが、使用者が増長して悪用、アリスから告げられたアイテムの使用の際のルールや警告を守らなかったことで破滅、使用者や関わった人物の願いを歪んだ形で実現するなど、危険なアイテムが多い。その一方でアイテムの使用の際のルールを（結果的に）反故にしたものの、それが賢明な判断とアリスが認めた際にはペナルティが帳消しになることもある。
| 登場アイテム               | アイテムの効果 | 収録巻 |
| -------------------------- | --- | ------ |
| 美髪さんのリボン           | 都市伝説として語られている人物"美髪さん"が使用していたリボンで作られたリボン。装着することで美髪さんの姿に変身する。 | 第1巻  |
| 身代わり人形               | 金髪のロングヘアで赤い服を着た少女の姿の球体関節人形。持ち主が望むことをいかなることでも代行する。日常の雑務は元より、一時的なものであったとしても「殺してやりたい」、「死にたい」といった他人や自身に実害が及ぶ行為も行う。なお、この人形は文字通りの意味でも持ち主の"身代わり"であるため、代行している際には目視・動画のどちらでも人形の姿ではなく、持ち主の姿として視認される。作中にてアリスが手作業で量産していることが明かされた初のアイテム。 | 第1巻  |
| ビューティーペンシル       | 青いリボンとアルファベットのAのチャームが付いた鉛筆。鉛筆に付属した消しゴムで使用したい者の写真の気になる部分を消し、鉛筆で書き直すことにより、使用された被写体の人物の容貌を変えることができる。なお、それにより容貌を変えた者の写真が傷付いた際には元の容貌に戻りかけたり、顔が傷付いてしまう。 | 第1巻  |
| 理想ドール                 | テディベアのような体型の人間型の小さなぬいぐるみ。被使用者に合わせて男性型と女性型があり、目はボタンでできている。顔の部分に被使用者の名前を書き入れ、手足を含めたボディ部分に被使用者に対して望むことを書き込むと、被使用者の人格や外見を使用者の理想通りに変えることができる。また、この人形は被使用者と同様に大事にしなければならず、故意か不可抗力かにかかわらずドールが破損すると、それにより被使用者の矯正された人格は元通りになるが、事故に巻き込まれ怪我をするなどの実害を被る。 | 第1巻  |
| よいこポイント             | ハートが2つ連なった形をしたポイントカード。使用者がそのカードの「ほしいもの」の欄に欲しいものの名前を書き込むと、それを入手するために必要な善行が数値化された必要ポイントが表示される。その後は必要ポイント分の善行を積み、必要ポイントに達すると、書き込んだ欲しいものが自動的に手に入る。「ほしいもの」は物質的なもののみならず、“友情”などの概念でも、ポイントがたまれば入手することができる。なお、現在書き込まれている「ほしいもの」を途中で取り消して別のものに変更することも可能。 | 第2巻  |
| 真実の香り                 | 吹きかけられると本音を言わずにいられなくなる香水。少しであれば些細な愚痴程度にとどまるが、大量にかかると、かかった本人の理性を無視して周囲の者が退くほどの感情的な言葉をまくし立ててしまうことになる。 | 第2巻  |
| 交換イヤリング             | 白と黒の二組で対となっている、ハートの飾りの付いたイヤリング。それぞれのイヤリングの片方ずつを交換して付けると、魂が交換されることにより、相手の見た目に入れ替わることができる。元に戻りたくなった際には、“戻りたい”と互いに強く願うことにより、自然にイヤリングが外れ、それぞれの魂が元の身体に戻る。 | 第2巻  |
| よみがえりスイッチ         | 死者を蘇生させることができるスイッチ。ただし、あくまでも突然の死などで死に目に会えなかった者が、死者に対して言えなかった最期の挨拶のために使用するアイテムであり、強制的に蘇生させた者をそのまま生かしておくと、その者は大なり小なり苦痛を味わうこととなる。 | 第2巻  |
| あやつりバサミ             | 自分と相手を繋ぐ糸を切ることによって相手を自分に従わせることができるはさみ。しかし、真の名称は“縁切りバサミ”で、実際の効果はその名の通り、互いに繋がっている縁を物理的に切ることで被使用者が使用者に対して無関心となるが故に従順になるアイテムであった。なお、一度切った縁は二度と戻ることはない。 | 第3巻  |
| チャンスのリップ           | 付けることによって恋愛・友情を問わず、仲良くなりたい相手と仲良くなる機会が増える口紅。アリスから渡される際には、仲良くなりたい相手のローマ字アルファベット表記の名前または苗字が口紅のケースに刻印された後に渡される。なお、口紅が壊れてしまった場合、名前が刻印されている人物は昏倒し、最悪の場合死亡することもあり得ることが示唆されている。 | 第3巻  |
| 消滅チケット               | 自分の人間関係に悩んでいたありさだったころのアリスがハートの女王から与えられたアイテム。左上から右下への斜線が引かれたトランプの札（ハートのエース）のような外見のチケット。このチケットを与えられた者が“消滅させたい”と心から望んだ者に対して貼り付けると、いかなる者であってもこの世から消滅させられる。なお、アリスは現在もこれを思い出のアイテムとして大事に持っている。 | 第3巻  |
| 夢幻カメラ                 | 自分の思い描く理想のシーンを思い浮かべて頭上にかざし、シャッターを押すだけで、その想像通りのミンスタ映えする画像や動画を作成できるスマートフォンのカメラアプリ。しかし、そのような便利さから多くの人々が友人との付き合いが煩わしくなって距離を置いたり、外出せずに引きこもりとなり、作られた理想の世界のみに生き甲斐と楽しみを見出す廃人と化してしまい、街が荒廃するなどの多数の社会問題を引き起こした結果、そのことがテレビのニュース番組で報道されるまでに至った。人間界の不特定多数の人物と社会的にも多大な損害を与えた初のアイテム。 | 第3巻  |
| 入れかえ天秤               | ドーム状のケースに入ったハートの意匠のある小さな天秤。左側に黒いハート、右側に白いハートの錘が付いており、入れ替わりたい相手の家族を思い浮かべながら、天秤の左側を下ろすと、その家族と使用者の家族を交換することができる。ただし、使用者が元の家族と接する度に黒いハートが崩れていき、完全に崩れてしまうと使用者がこの世から消滅してしまう。 | 第3巻  |
| 早送りリング               | ブリリアントカットの宝石型の押しボタンが付いた大きなリボンの意匠の指輪。早送りしたい時間を思い浮かべながらボタンを押すと、自分の時間を早送りすることができ、ありとあらゆることをこなせる。ただし、それと同時に使用者の人生も早送りされてしまうため、使い過ぎると肉体的年齢が極度に高齢化してしまう。 | 第4巻  |
| 聞き耳飾り                 | リボンとハートのチャームの付いたイヤリング。これを付けて会話を聞きたい相手に意識を傾けると、場所や距離に関係なくその人物および近くにいる人物の会話が聞こえる。ただし、このアイテムを使用したことによって聞いた話は他言無用であり、それを会話を聞いた本人に対して言ってしまうと、イヤリングにひびが入って崩れ、周囲にいる人物の全ての会話が耳に入ってくる“何でも聞こえる世界”となり、会話内のネガティブなニュアンスの言葉が殊更に強調され、それら全てが自身に対して言われているような被害妄想に陥って苦しむことになる。 | 第4巻  |
| 時をかける時計             | 戻りたいと思った時間へと時を戻す懐中時計。ただし、使用の際にはアリスに対し、使用者にとって最も大切な思い出を対価として差し出さねばならない。 | 第4巻  |
| 不思議の国のスマートフォン | 解決したい事柄や叶えたい願いを尋ねると、使用者がすべきことや行くべき場所を教えるスマートフォン。しかし、その便利さから、アリスにこのアイテムを与えられた人々は「常にスマホのいうことに従っていれば間違いない」といった思考停止の状態に陥り、このアイテム無しでは生きていけない状態になってしまった。 | 第4巻  |
| 平等の鐘                   | 持ち手がハート型で、本体がガラスのように透明なハンドベル。この鐘を鳴らすと、アイテムの使用者を基準とした全ての人物がありとあらゆる立場に関係なく平等に扱われる世界へと変えることができる。貧困ゆえにクラスメイトのギャル達から馬鹿にされ、皆ができる当たり前のことすらできないことに不満を持つ宇佐美リナが実現させた平等な世界は、 - 国が全国民に毎月平等な金額の金を給付するため、労働する必要がない - 中学生は 財布に毎日1000円の小遣いを入れてもらえる - 使用者のリナの髪型や制服の着こなしが中学生の全国共通のスタンダードとなる といったものだったが、その実態は - 授業中に病気などで倒れるほどに体調が悪化しても、保健室や病院へ行くために抜ければ“全生徒が平等に授業が受けられない”という理由でそのまま授業を受けさせられる - 全ての人物の顔が仮面のような無表情になる - 中学生が家で飼う動物は犬か猫のみであり、それ以外の動物を飼っている者は迫害され、洗脳を受けた後に国から犬と猫を与えられる といった真の平等とは名ばかりの悪平等のはびこるディストピアの世界であった。 | 第4巻  |
| ビューティーキャンディ     | 化粧箱に入った4個で一組のブリリアントカットの宝石の形をした虹色のキャンディ。通称「キレイの素」。一粒食べるごとに、食べた者の理想の外見に近づく代わりに、運動神経、知力、性格の良さの順に内面の能力が失われていく。最後の一粒まで食べると、アリス曰く『内面が空っぽになる』ため、最後のキャンディはアリスが預かっている。 | 第5巻  |
| ライフフィルム             | アイテムを与えられた人物の人生の記録の映像フィルムがセットされた映写機。フィルムを早送りすると使用者の人生を進ませることができる。ただし、早送りをした際には、その際の記憶は残らず、巻き戻しは原則として不可。無理矢理巻き戻そうとすれば、フィルムがボロボロになり、完全に切れるとフィルムに記録された人物の人生が終わる。 | 第5巻  |
| 無限BOX                    | ふたにリボン型の取っ手と正面の側面にハート型の宝石の装飾の付いた宝石箱のような外観の、いかなるものでも無限にしまえる箱。箱のふたを開け、収納したいものを言うとその物品が箱に入り、取り出したい物品を思い浮かべながら箱に手を入れると再び取り出せる。入る物品や容量の制約はなく、動物や人間などの生物も入れることが可能。 | 第5巻  |
| スーパー委員長バッジ       | 背景にハートとアルファベットのAの模様と、縦書きの「学級委員長」の文字が書かれた缶バッジ。身に着けると学級委員長の力が高まり、付けた者の願いや命令を告げられた者は、自身の本心や都合を無視してその言葉に従うようになる。ただし、洗脳や改心などをさせずに素面の状態で強制的に相手を従わせるため、言葉に従わされた人物が不満を訴えたり、言葉のニュアンスが上手く伝わらずにトラブルや齟齬が起こることもある。 | 第5巻  |
| 自分みがき人形             | 磨けば磨くほど美しくなっていく、持ち主の姿にそっくりなろう製の人形。持ち主が美しくしたいと思う部分を磨くと、即座に効果が表れ、人形の姿と同様の姿になる。それ故に、高温になる場所に置き続けるなどして破損するとその姿の通りに持ち主が死亡する。 | 第5巻  |
| あやつりネイル             | 爪に塗ると手が自動的に動き、付けた者が望む様々なことをこなせるマニキュア。楽器の演奏や筆記試験の回答をはじめとした日常的なものから、果ては衝動的な感情や出来心からの違法行為や自殺すら使用者の意思を無視して自動的に行ってしまう危険性もはらむ。また、一度塗ったマニキュアを爪から落としてしまうと二度と力は使えなくなってしまう。 | 第6巻  |
| 子どもクレジットカード     | 金銭の代わりに使用者の持っているものを対価として利用することで買い物の支払いが可能となる子供向けのクレジットカード。使用開始時に使用者の任意により定められた対価と引き換えにありとあらゆるものが購入できる。店頭やインターネットショッピングのどちらでも使用が可能で、購入可能の商品は物品のみならず、友人や恋人、親なども購入可能。なお、引き落とし日に対価の数値がゼロになってしまったり、限度額に達してしまった際には、カードで“購入”した人物に対価の返済のための労働と称して拉致されてしまう。 | 第6巻  |
| おいしいスパイス           | かけるとどんなに嫌いな食べ物であってもおいしく食べることができる瓶入りのスパイス。内容量は無尽蔵であり、毎日毎食使用したり他人に貸してもスパイスが尽きることはない。しかし、使用を続けていると食欲が高じて恒常的な空腹感に苛まれ、多量の飲食を続けずにはいられなくなり太るのみならず、本来は食用ではないものも食の対象にするようになってしまう。 | 第6巻  |
| 真実のマスク               | ピンク色で右下の角に青いリボンの飾りがついたマスク。着用している際に言った言葉の内容がいかなることでも全て実現する。ただし、全ての願いを消費するまでは着用し続けなければならず、使用できる回数の上限は5回まで。 | 第6巻  |
| どこでもパスandペン        | ちゃお2020年5月号にて行われた、アリスからもらいたい"不思議の国のアイテム"の募集にてグランプリを受賞した読者の考案したアイテム。左上がリング状の留め具でまとめられた6枚組のハート型のカードと、本体にトランプのスートの模様、キャップにリボンとアルファベットのAのマークのあるハートのチャームが付いた専用ペンのセットで構成される。専用ペンでカードの「行きたい場所」と「帰りたい場所」の欄に書き込むと、書いた場所に30分間訪れることができる。なお、必ず「行きたい場所」と「帰りたい場所」の両方を書き込まないと、使用者が本来いた場所へと帰ってこれなくなってしまう。 | 第6巻  |
| ヒロインのしおり           | 天地にレースの模様と右上に2個連なったハートと紐、左下1個のにハートの意匠の付いた全部で5枚組の束になったしおり。入りたい物語のタイトルを書き込むと、その作品の世界に入り、主人公となることができる。物語の世界から戻りたい際は帰りたい場所を書き込むと即座にその場所へと戻れる。 | 第6巻  |
| 封印のメモ                 | 南京錠の付いたハードカバーのメモ帳。どの人物からどの記憶を消したいかをメモに書き込み、南京錠をかけるとその記憶が消える。消した記憶を元に戻したい場合は南京錠を破壊すると元に戻る。 | 第7巻  |
| お友だちアンドロイドゲーム | 背中に押しボタンの付いた2.5頭身ほどの目をつぶったシンプルな姿の白い人形。背中の押しボタンを押すと動き出し、実際の人間と寸分違わない姿のアンドロイドになる。その後は持ち主の理想の性格になるように育成することができるが、アンドロイドは人間の感情が解からないため、持ち主と共に生活しながら心を育てていく必要がある。それ故に育て方を間違えると、暴力を振るう凶暴な性格になったり怠けてばかりいるなど、モラルや日常生活の上で難のある性格になってしまう。再び背中のボタンを押すとリセットされて元の姿に戻るため、育て直すことが可能だが、そのほとんどが持ち主に対して都合のいい育ち方をしなかったといった理由でリセットされることがほとんどであり、作中でも「5回目のリセットでようやく理想の息子に育った」と語っている人物が登場していることから、多数のアンドロイドが世の中に広まっている模様。 | 第7巻  |
| 注目スマホ                 | 注目を集められる写真が撮れるスマートフォン。ただし、いかなる内容の投稿でも注目を集めてしまうため、使い方を間違えるとマイナスの意味で話題になってしまったことで不利益を被った人物のみならず、ありとあらゆる人物から顰蹙を買うという形でアイテムの使用者が注目を集めることになってしまう。 | 第7巻  |
| もしもミラー               | 背面にリボンとハートの中に"A"の入ったマークがデザインされている手鏡。何か行動を起こしたい際に鏡に向かって訊ねると、"行動を起こした場合"と"起こさなかった場合"の"もしも"の結果を映し出す。ただし、それによって見た不幸な出来事や、不本意な未来を回避するためにわざと違う行動を起こしても、必ずその運命を変えることができるわけではない。 | 第7巻  |
| とりかえ仮面               | トラブルや事件に巻き込まれたなどの諸々の理由から、自身の顔を不要だと言った人物からもらった顔から作られた仮面。デザインや装飾、形状などは様々だが、装着すると不要な顔をアリスに渡した人物の顔になる。仮面を外せば使用者の元の顔に戻ることができるが、外した仮面を再び装着すると、二度と元の顔には戻れなくなってしまう。 | 第7巻  |

## ボイスコミック
2018年12月30日より、YouTubeのちゃお公式チャンネルにて前後編で配信され、翌年の2019年8月3日にはその2本を合わせた『完全版』も配信。

### キャスト
根岸雫（ねぎし しずく）
声 – 齋藤小浪
引っ込み思案な性格が原因で友達がおらず、常に孤独を感じている少女。
公園で「どうしたら友達ってできるんだろう」と悩んでいたところに現れ、自分に話しかけてきたアリスに対し、誰も相手にしてくれず、いつもひとりで流行の話題にも入れないという悩みを吐露した際、「それなら自分で話題を作っちゃえば？」と言われ、アリスから美髪さんのリボンをもらう。その後、成り行きで変身した際に、偶然通りかかったクラスメイトの女子生徒の髪を不可抗力で手に持ったはさみで切ってしまう。次の日に登校すると、クラスメイトたちの間ではそのことで大きな話題になっており、自身が話題の中心になったことを自覚し、アイテムの効果を実感した。
それからはもっと話題を作るために、他の生徒を襲撃したり、自身で創りあげた美髪さんの設定を皆に教えるという形でクラスメイトだけでなく、学校中の生徒や教師からも頼られる存在となり、どんどん増長していく。しかし、ある日を境に自分が襲撃した覚えのない人物が襲撃されたという話を耳にしたことで、その相手に対する対抗意識から、更なる襲撃を行うようになる。それだけでなく、広めた覚えのない美髪さんの特徴が広まっているなどの不可解な出来事が起こるようになり、（自分の演じる）美髪さんの偽物がいると確信した。
その後は公園で美髪さんを捕まえようと待ち構えていたクラスメイトたちに自作自演を疑われ、リンチを受けているところに"美髪さん"を自称する人物が現れたことにより、結果的に助かったが、「美髪さんが2人いるからいけないんだ」と一方的に怒りをぶつけ、その相手を自身の持つはさみでめった刺しにしてしまう。その後は美髪さんが自分のだけのものになったことに満足するものの、自分は美髪さんになりたかったのか、友達が欲しいだけではなかったのかと自問自答するが、それらのことはどうでもよくなり、笑いながらその場を去っていった。
クラスメイト
声 – 朝日奈丸佳（女子）、植木慎英（男子）
美髪さん（みかみさん）
声 – 西川舞
誰もが認めるほどの美しい髪の持ち主だったが、事故で毒薬を被ったことにより髪が痛み、誰からも見向きされなくなったことから、寂しさに耐えきれなくなり、自殺したとされる都市伝説の人物。顔の半分が毒薬で焼けただれており、ワンピースにハイヒール姿で髪には赤いリボンを装着し、常にはさみを持ち歩いている。自作自演が発覚しかけ、リンチを受ける雫の前に、自分こそが美髪さんであり、彼女は関係ないと言いながら突如現れたが、雫からは「自分の人気に嫉妬して便乗している（自分の演じる）美髪さんの偽物」呼ばわりされ、雫の持つはさみでめった刺しにされてしまう。なお、彼女が本物の"美髪さん"なのかは作中でも明言されていないが、アリスは「さびしさをまとった美髪さんは いろいろなところにいるんだろうね」とつぶやいている。

## Webアニメ
2021年7月2日よりYouTubeにて配信開始。制作はSORAJIMA Studio。
| 話数 | サブタイトル                                                                                           | 配信開始日    | 原作                          |
| ---- | --- | ------------- | ----------------------------- |
| 1    | 「ブスすぎw」と笑われていたJKが、ある日突然学校1の美人になった結果                                     | 2021年7月2日  | ビューティーペンシル（第1巻） |
| 2    | 「お前のこと以外考えられない…!」彼氏を禁断の方法で依存させたJKの末路                                   | 2021年7月9日  | 理想ドール（第1巻）           |
| 3    | 学校1美人の姉とブサイクな陰キャ妹が入れ替わったらどうなるのか                                          | 2021年7月16日 | 交換イヤリング（第2巻）       |
| 4    | セーブとリセットができるようになるとどうなるのか?                                                      | 2021年7月23日 | アニメオリジナル              |
| 5    | 地味JKが磨けば磨くほどキレイになれる魔法の人形を手に入れ、シンデレラ役に抜擢!?と思いきや…衝撃の結末に! | 2021年7月30日 | 自分みがき人形（第5巻）       |
| 6    | 貧乏な家庭を捨て、お金持ちを選んだ娘が泣いて後悔した衝撃の理由とは…!                                   | 2021年8月6日  | 命の天秤（第3巻）             |
| 7    | 痛みを感じなくなるボディクリームを使い過ぎたJCの末路                                                   | 2021年8月13日 | アニメオリジナル              |

## 書誌情報
- なかむらさとみ『ブラックアリス』 小学館〈ちゃおホラーコミックス〉、既刊11巻（2024年8月26日現在）
  1. 2017年7月21日発売[15]、ISBN 978-4-09-139455-2
  2. 2018年5月30日発売[16]、ISBN 978-4-09-870058-5
  3. 2018年12月26日発売[17]、ISBN 978-4-09-870306-7
  4. 2019年8月6日発売[18]、ISBN 978-4-09-870589-4
  5. 2020年3月4日発売[19]、ISBN 978-4-09-870742-3
  6. 2020年9月30日発売[20]、ISBN 978-4-09-871171-0
  7. 2021年7月26日発売[21]、ISBN 978-4-09-871456-8
  8. 2022年2月25日発売[22]、ISBN 978-4-09-871584-8
  9. 2022年12月26日発売[23]、ISBN 978-4-09-871879-5
  10. 2023年10月26日発売[24]、ISBN 978-4-09-872406-2
  11. 2024年8月26日発売[25]、ISBN 978-4-09-872748-3

ノベライズ
- 著：藍沢羽衣、絵・原作：なかむらさとみ『小説 ブラックアリス』小学館〈小学館ジュニア文庫〉既刊1巻（2025年6月現在）
  1. 2025年6月27日発売、ISBN 978-4-09-231517-4